# Ramat Aviv

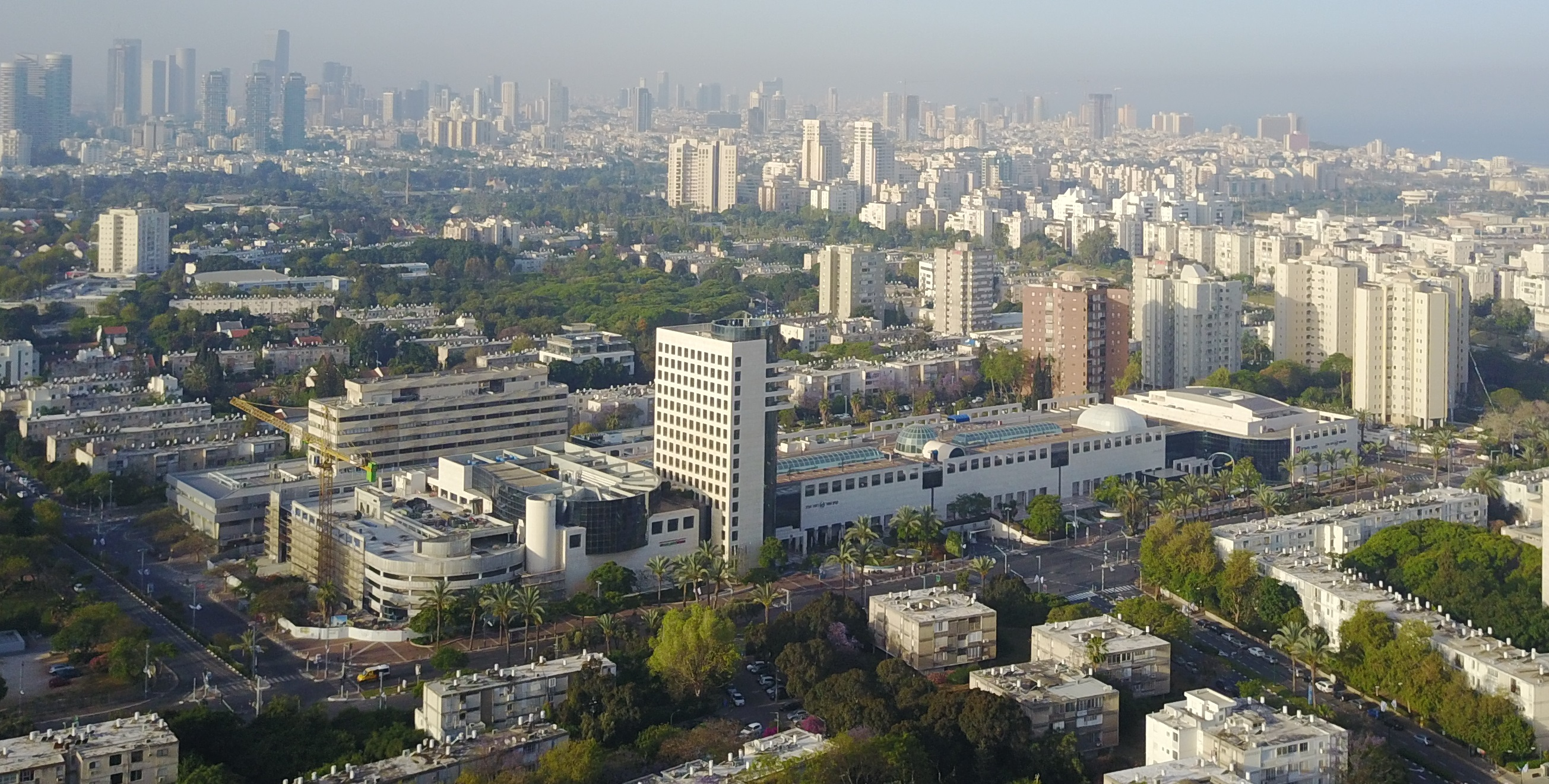
Vista su Ramat Aviv verso il centro di Tel Aviv a sud

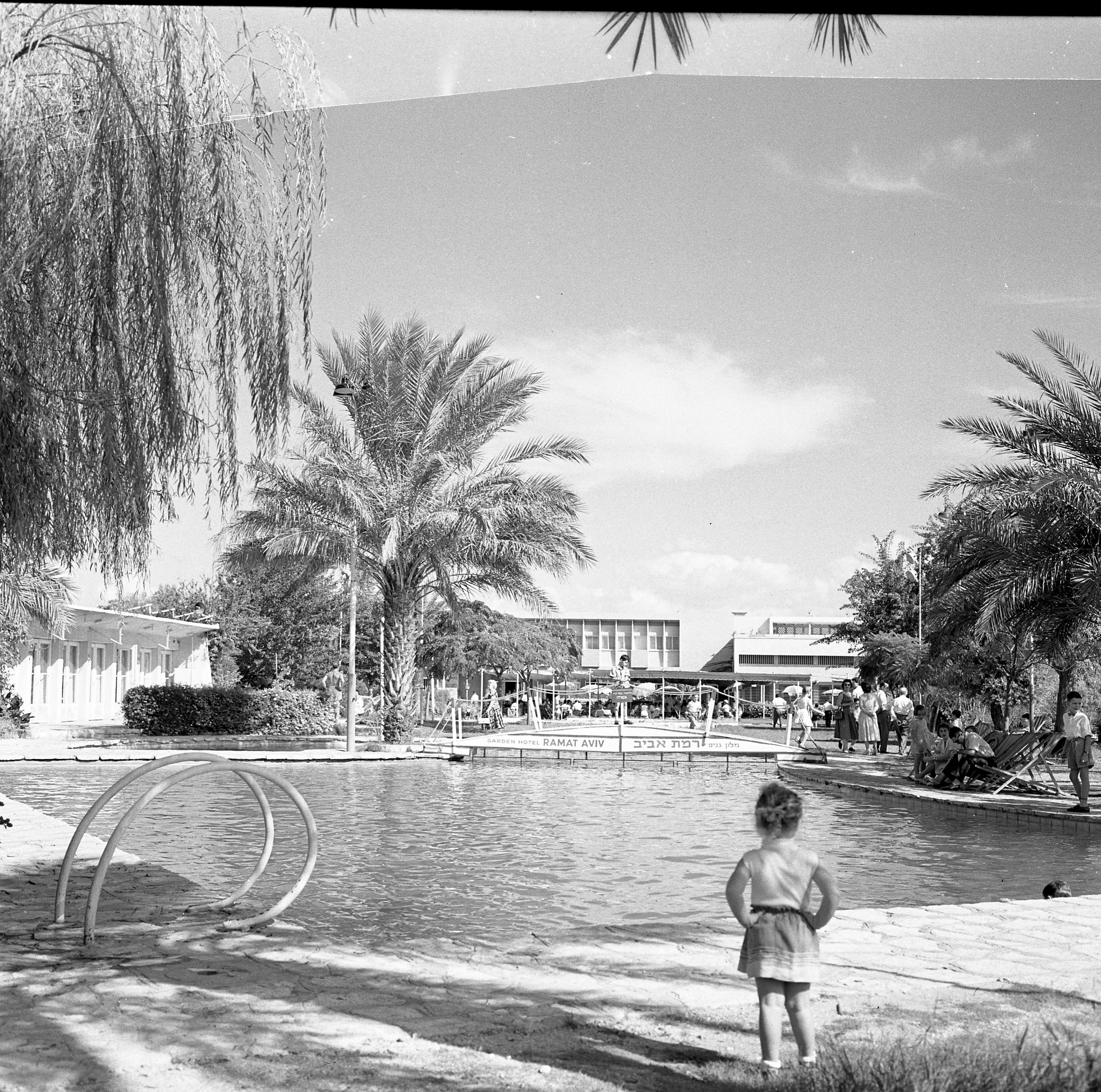
L'albergo «Ganim» (letteralmente «giardini») di Ramat Aviv (1957)

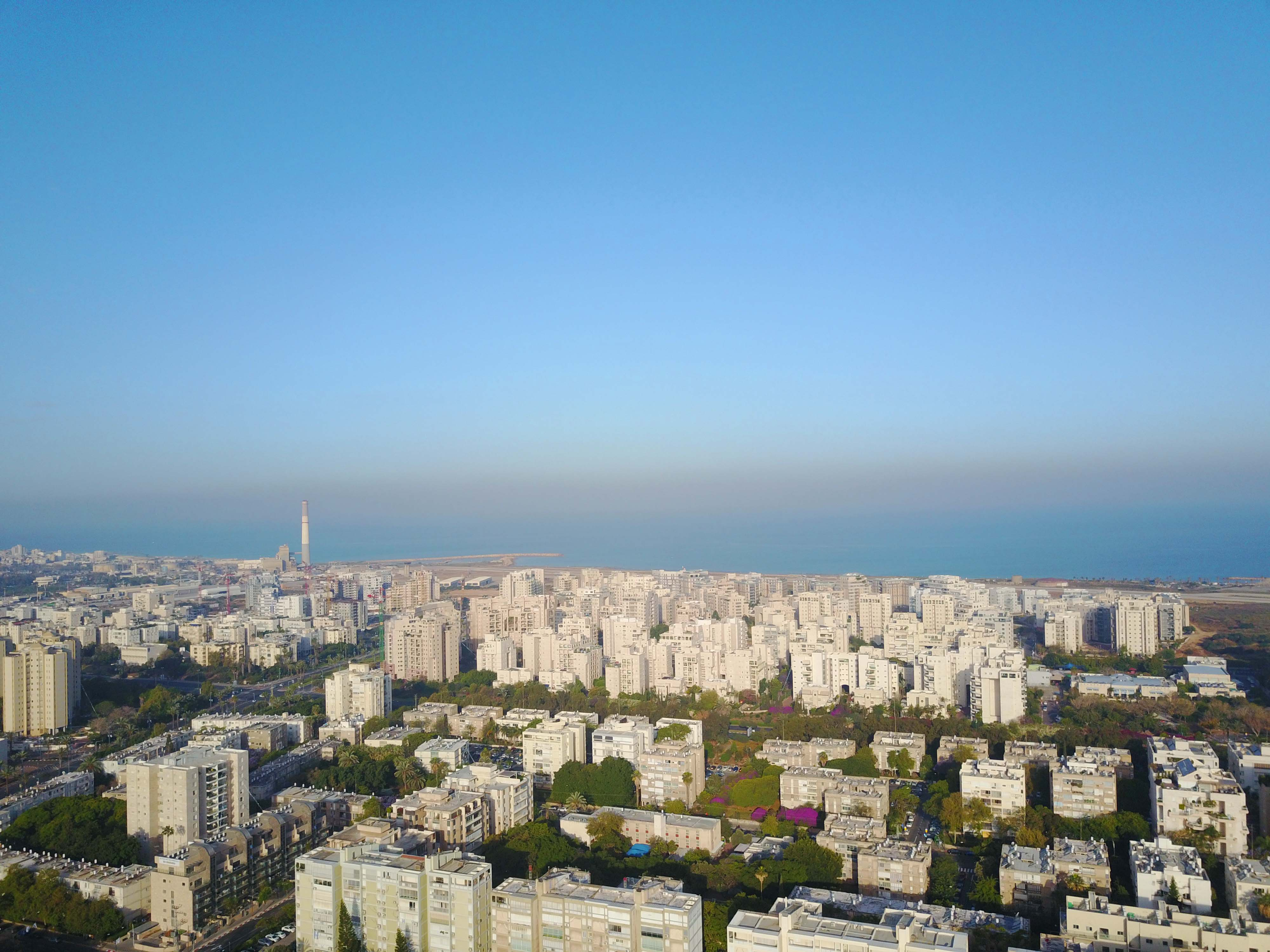
Ramat Aviv Hachadasha, che si trova a ovest in prossimità della spiaggia

Ramat Aviv (in ebraico: רָמַת אָבִיב, letteralmente «Collina della Primavera») è una zona nord-occidentale della città di Tel Aviv, a nord del fiume Yarkon. Ramat Aviv è composta dai quartieri di Ramat Aviv Aleph, Neve Avivim e dalle parti di Ramat Aviv Gimmel e Ramat Aviv HaChadashah (letteralmente la nuova Ramat Gan) create negli anni 1980 e 1990.
Ramat Aviv ospita l'Università di Tel Aviv, il Museo della Diaspora, il Museo Eretz Israel, l'ex aeroporto Sde-Dov e il parco Yarkon. L'area di Ramat Aviv conta, come l'intero nord di Tel Aviv, fra le zone più prestigiose della città.

## Storia
Negli anni Cinquanta, molti ebrei dell'Europa orientale in fuga e ebrei arabi espulsi dal Nord Africa immigrarono in questa parte della città; ad esempio, Golda Meir, che in seguito divenne primo ministro, visse nel quartiere per diversi decenni. Sebbene l'ex sindaco di Tel Aviv, Chaim Levanon, avesse inizialmente chiesto che il nuovo quartiere fosse costruito esclusivamente con case unifamiliari, Golda Meir, che all'epoca era ancora ministro del Lavoro di Israele, prevalse facendo in modo che nell'area venissero costruiti soprattutto appartamenti a più piani. Tuttavia, da quel momento in poi, il modello urbano aderì a quello di una città giardino verde e spaziosa, come in quasi tutto il nord della città.
Nel 1963, il campus dell'Università di Tel Aviv è stato aperto nell'area metropolitana dopo che il college si è legalmente separato dal comune e successivamente è diventato autonomo.
Oggi Ramat Aviv è una delle parti più costose di Tel Aviv.

## Quartieri
Ramat Aviv può essere divisa in quattro quartieri, che si estendono dalla sponda settentrionale del Yarkon ai confini della città a nord fino a Herzliya e ad ovest fino a Ramat HaSharon e Ramat Gan:
- Ramat Aviv Aleph (A): degli anni 1950
- Ramat Aviv Bet (B) o Neve Avim: dagli anni 1960 in poi
- Ramat Aviv Gimel (C): degli anni 1980
- Ramat Aviv Hachadasha («Nuovo Ramat Aviv»): dagli anni 1990 in poi